# Kanton Marciac
Marciac is een voormalig kanton van het Franse departement Gers. Het kanton maakte deel uit van het arrondissement Mirande. Het werd opgeheven bij decreet van 26 februari 2014, met uitwerking op 22 maart 2015. De gemeenten werden opgenomen in het nieuwe kanton Pardiac-Rivière-Basse, met uitzondering van Beccas dat werd opgenomen in het nieuwe kanton Mirande-Astarac.

## Gemeenten
Het kanton Marciac omvatte de volgende gemeenten:
- Armentieux
- Beccas
- Blousson-Sérian
- Cazaux-Villecomtal
- Juillac
- Ladevèze-Rivière
- Ladevèze-Ville
- Laveraët
- Marciac (hoofdplaats)
- Monlezun
- Monpardiac
- Pallanne
- Ricourt
- Saint-Justin
- Scieurac-et-Flourès
- Sembouès
- Tillac
- Tourdun
- Troncens